# Iris nigricans
Iris nigricans är en irisväxtart som beskrevs av John Edward Dinsmore. Iris nigricans ingår i släktet irisar, och familjen irisväxter.
Artens utbredningsområde är Jordan. Inga underarter finns listade i Catalogue of Life.